# Great-Man-Made-River-Projekt

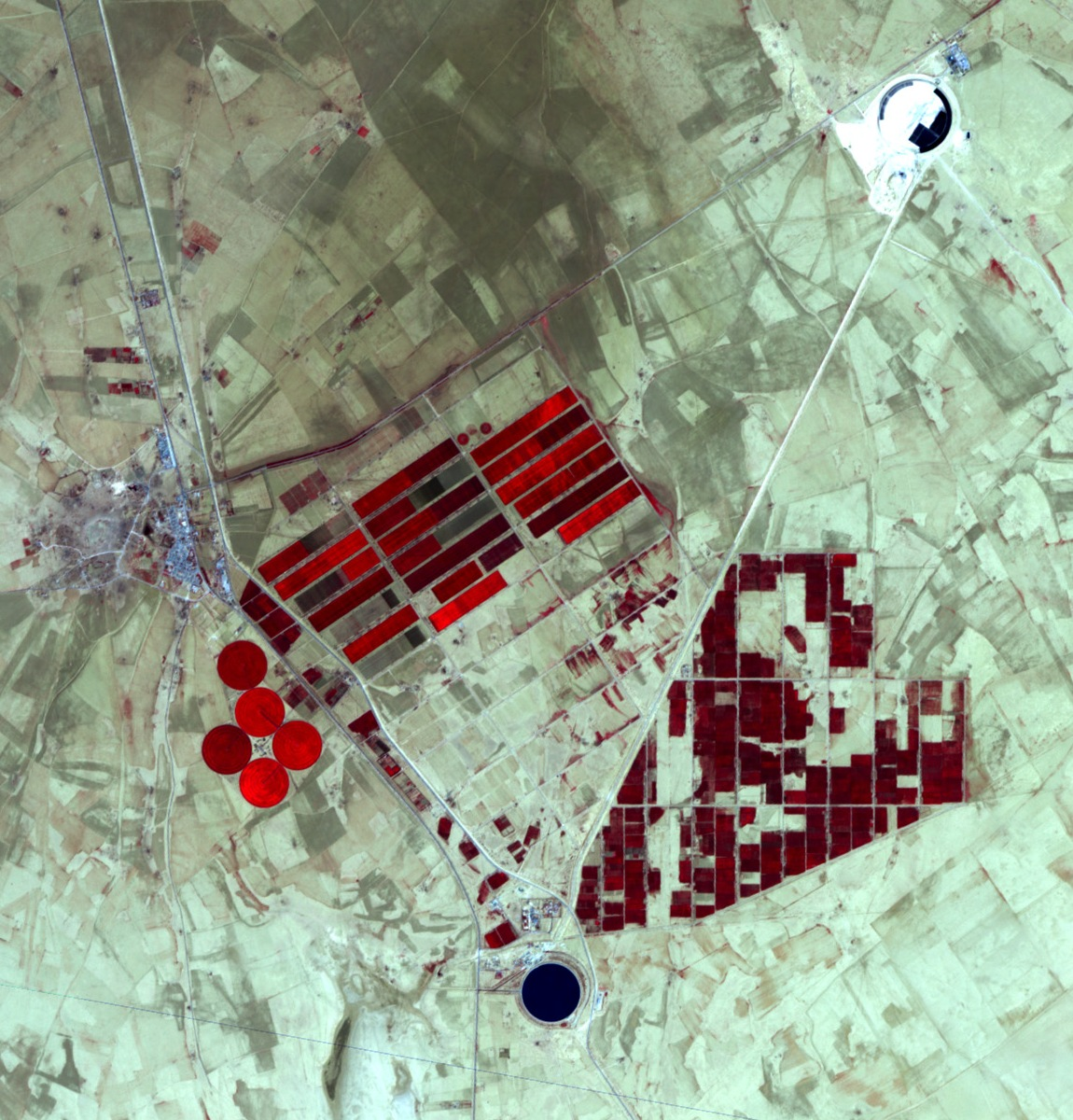
Falschfarbenfoto der künstlichen Wasser-Reservoirs bei Grand Omar Mukhtar. Runde Reservoirs mit Wasser (dunkelblaue Farbe) sind unten und oben rechts zu sehen, die Vegetation erscheint rot. In grauer Farbe sind Gebäude und Infrastruktur dargestellt, Sand und Steppenboden in beige.

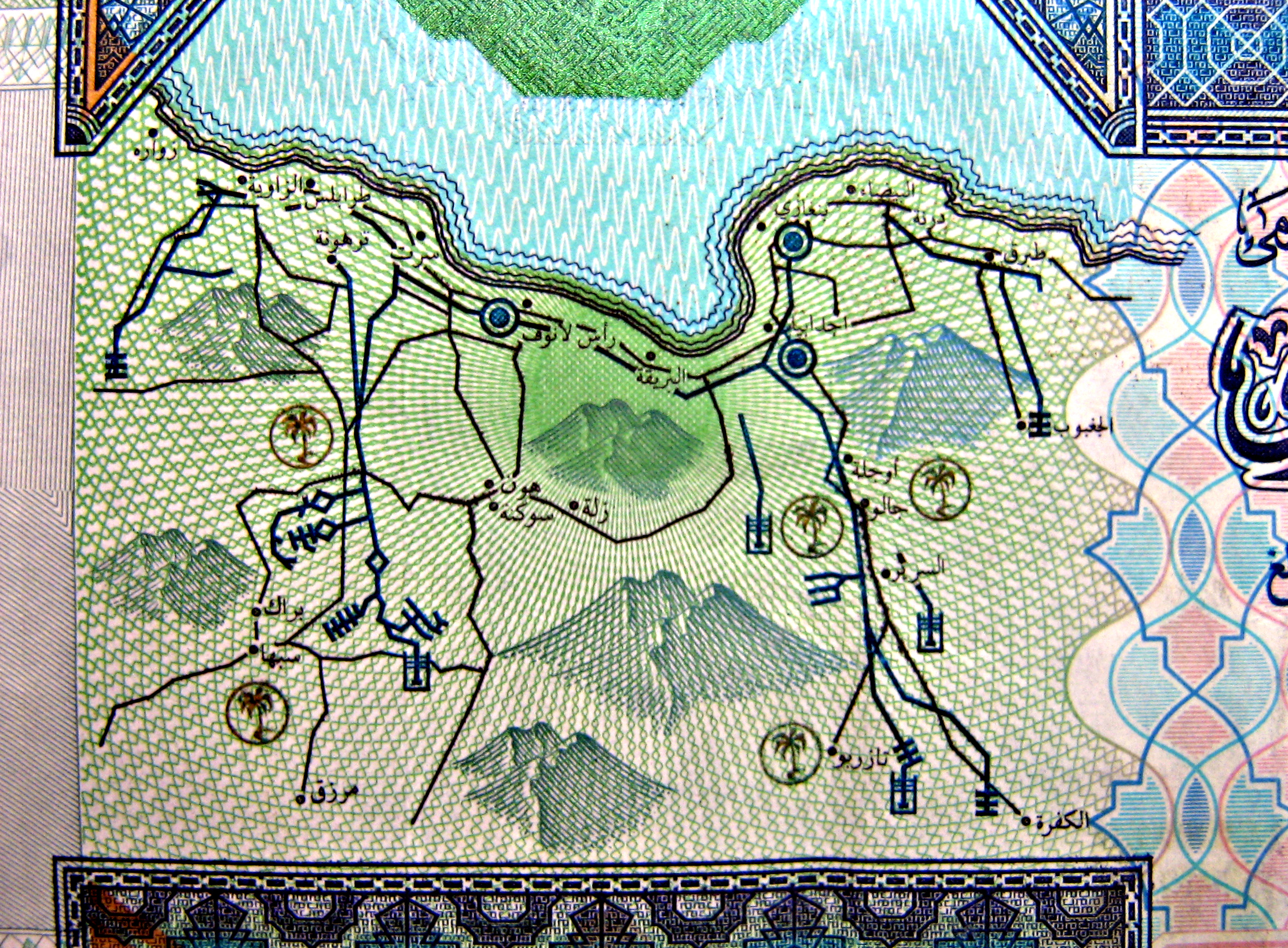
Karte des GMMRP auf einer libyschen 20-Dinar-Note

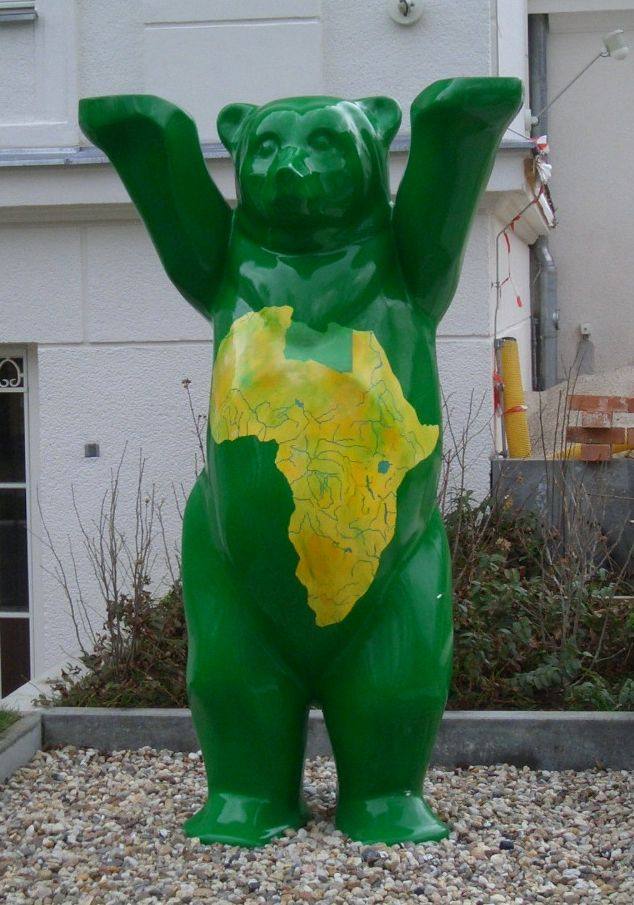
Das Great-Man-Made-River-Projekt ist auf der Vorder- und Rückseite des Buddy Bären – vor der neuen libyschen Botschaft in Berlin-Dahlem – ausführlich dokumentiert.

Das Great-Man-Made-River-Projekt (GMMRP oder GMMR, dt. Größtes menschengemachtes Flussprojekt) in Libyen ist das weltweit größte Trinkwasser-Pipeline-Projekt für eine bessere Wasserversorgung von Bevölkerung und Landwirtschaft.
In den vier Meter hohen Rohren wird fossiles Grundwasser aus tief liegenden Speichergesteinen des Nubischer-Sandstein-Aquifers, dem Kufra-Becken, Sirt-Becken, Murzuk-Becken, Hamadah-Becken und Jufrah-Becken der Wüste Sahara in Richtung der libyschen Mittelmeerküste geleitet und versorgt bereits seit einigen Jahren die beiden Großstädte Tripolis (seit 1996) und Bengasi sowie die gesamte Küstenregion mit Wasser. Die Pipeline verläuft parallel zu großen Teilen der Küste Libyens und transportiert täglich mehr als 6 Mio. m³ Trinkwasser. Die Wasser- und die damit verbundene Lebensqualität hat sich seitdem dort erheblich verbessert.
Die angezapften Reservoire haben keine Zuflüsse, es handelt sich hier also um den Verbrauch einer nicht erneuerbaren Ressource. Wie lange die Wasserreserven ausreichen werden, ist strittig. Nach Kalkulationen der damals amtierenden libyschen Regierung Gaddafi reichte die fossile Wassermenge mindestens noch 4.000 bis 5.000 Jahre. Optimistische Schätzungen sprechen heute von bis zu 250 Jahren Nutzungsdauer, internationale Experten dagegen von 30 bis 50 Jahren bei maximaler Fördermenge.

## Geschichte
Seit 1984 wurden in der Wüste Sahara Bewässerungssysteme installiert, die durch die Regierung von Muammar Gaddafi finanziert wurden. Diese pumpen Wasser aus unterirdischen Reservoirs, die noch aus der letzten Eiszeit stammen. Entdeckt wurden diese Wasserreserven bei Ölbohrungen in den 1950er Jahren. Das Ziel dieses Projektes ist es, die Bevölkerung und die Landwirtschaft in den Küstengebieten und in Nähe zu den Pipelines mit Wasser zu versorgen. Des Weiteren werden Teile der Wüste fruchtbar gemacht, sodass unterschiedliche Plantagen (z. B. Dattelpalmen) in der Wüste entstehen, die mit Hilfe des GMMR-Projektes bewässert werden. Ein weiteres Ziel ist es, die Landwirtschaft so weit auszuweiten, dass auch ein Export von Anbauprodukten möglich ist.
1997 wurden die Kosten des bis 2000 geplanten Projekts auf 30 Milliarden D-Mark geschätzt. Die Ingenieurarbeiten des Projekts wurden von dem südkoreanischen Konzern Dong Ah geleitet; Bauarbeiter stammten aus Bangladesch, Vietnam und den Philippinen.
Am 22. Juli 2011 wurde während des Bürgerkriegs in Libyen eine der beiden vorhandenen Rohrfabriken in der Nähe von Brega Ziel eines Luftangriffs durch die NATO. Der Angriff wurde damit begründet, dass das Gelände der Fabrik als militärisches Lager genutzt wurde und Raketen von dort abgefeuert wurden.
Am 19. Mai 2019 besetzten Milizen die Kontrollstation des GMMRP für die Wasserversorgung von Tripolis und zwangen die Belegschaft die Versorgung abzuschalten. Zwei Tage später konnte die Versorgung wiederhergestellt werden.
Im April 2020 wurde die Wasserversorgungs-Station in Ash Shwayrif angegriffen und die Versorgung der Region Tripolis unterbrochen. Im Juni 2020 wurden daraufhin Pläne bekannt gegeben, lokale Brunnen zu reaktivieren.

## Auswirkungen
Vor dem Infrastrukturprojekt war das Leitungswasser der Küstenregion mit einem erheblichen, teilweise krankmachenden Salzgehalt belastet. Neben der Verbesserung der Trinkwasserqualität ist beabsichtigt, mit dem Wasser Libyen zu einem Agrarexportland auszubauen. Befürchtete – und teilweise eingetretene – Auswirkungen sind die Absenkung des Grundwasserspiegels. Obwohl das Eiszeitwasser mehr als 300 Meter unterhalb der Erdoberfläche liegt, ist nicht klar, welche Folgen die Entnahme für den in 10 bis 60 Meter Tiefe liegenden Grundwasserspiegel hat.

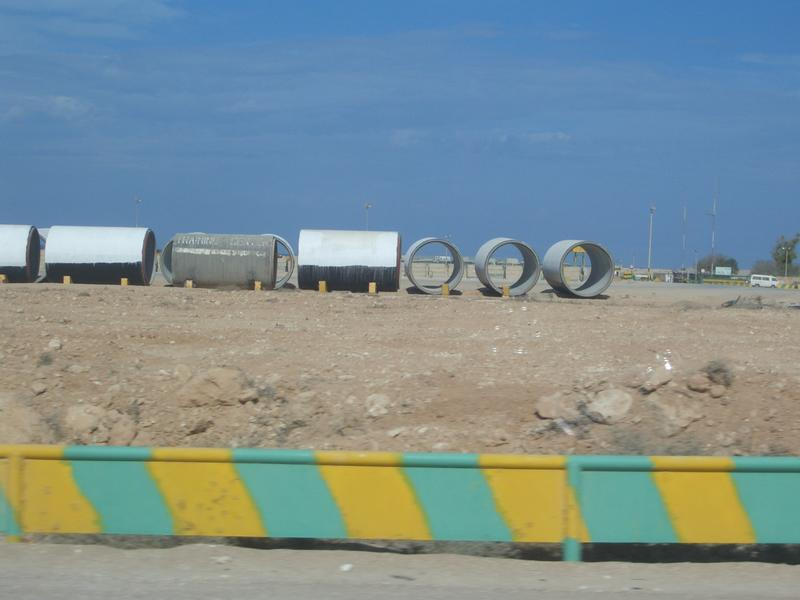
Pipelineröhren des GMMR (2004)

Obwohl in der Anfangsphase von ausländischen Ingenieuren mitinitiiert (südkoreanische Unternehmen bauten Fabriken, deutsche entwickelten das System: Know-how-Austausch), befindet sich heute das gesamte, weltweit größte Projekt seiner Art in rein libyschen Händen. Libyen sieht dieses Projekt als Infrastruktur- und Bildungsfaktor.
Die Rohrstücke aus Stahlbeton werden in zwei Fabriken im Nordosten Libyens, in Brega und Sarir produziert. Entsprechend dem Spannbetonprinzip enthalten sie unter Zug gewickelten Stahldraht. Dies ist erforderlich, um einem Wasserdruck von bis zu 60 bar standzuhalten. Der Außendurchmesser der weitesten Rohre beträgt 4 m; eine typische Rohrlänge beträgt 7,5 m.
In der Anfangsphase kam es zu Rohrbrüchen der Pipeline. Man hatte bei der Produktion der Rohre auf eine äußere Beschichtung der Rohre verzichtet. Dadurch konnte Feuchtigkeit aus dem Erdreich in den Beton eindringen. Das hatte zur Folge, dass der unter der äußeren Betonschicht liegende Spanndraht korrodierte und die Rohre brachen.

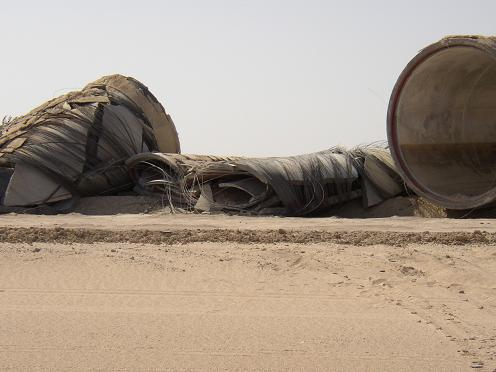
Durch Korrosion zerstörte Rohre

Das fossile Wasser in den verschiedenen Brunnenfeldern ist von sehr unterschiedlicher Qualität. Besonders in dem Brunnenfeld von Tazerbo ist das Wasser mit Eisen, Mangan und CO2 stark belastet. Um Schäden an der Pipeline zu vermeiden, wurden an den 108 Brunnen eigene Wasseraufbereitungsanlagen installiert. Jeder Brunnen und damit auch jede Wasseraufbereitungsanlage in diesem Feld hat eine Leistung von 420 m³/h. Wegen der riesigen Dimension des Brunnenfeldes (1.000 km²) und der immensen Förderleistung von 1,08 Millionen m³/Tag konnte eine zentrale Wasseraufbereitungsanlage nicht eingesetzt werden. Andere Brunnenfelder, wie das in Sarir, kommen dagegen ohne eine Wasseraufbereitungsanlage aus und speisen das geförderte Wasser direkt in die Pipeline ein.
Mit 484 Brunnen befindet sich eines der bedeutendsten Brunnenfelder in den Hasawna-Bergen, das über eine Pipeline seit 1996 täglich unter anderem bis zu 600.000 m³ Wasser in das rund 700 Kilometer entfernte Tripolis liefert. Das Brunnenfeld besteht aus zwei Gebieten (Ost-Jabal-Hasawna und Nordost-Jabal-Hasawna) mit sehr guter Wasserqualität und einer möglichen Gesamtkapazität von rund 2 Millionen Kubikmeter Wasser pro Tag.

## Zentralsteuerung
In einer Zentrale unter Verantwortung der Great Manmade River Authority (GMMRA) wird das landesweite Pipeline-Netz überwacht. Dabei ist – technisch anspruchsvoll – beabsichtigt, alle von Sensoren gelieferten Daten nicht nur auszuwerten, sondern auch jedes Ventil, jede Maschine und sämtliche Gerätschaften zentral steuern zu können. Alternativ – z. B. bei Stromnetzausfällen – können aber auch lokal Eingriffe vorgenommen werden.

## Finanzierung
Libyen erhob während der Bauzeit bei internationalen Flugreisen eine Abgabe zur symbolischen Teilfinanzierung des Bauwerks.

## Filme
- Libysche Sahara. Wasser aus der Wüste. Dokumentarfilm, Österreich, 2001, 44 Min., Buch: Felix Koßdorff, Regie: Michael Schlamberger, Produktion: ScienceVision, ORF, Erstsendung: 4. Oktober 2001, Film-Informationen von 3sat mit Fotos.
- Libyens Wüstenwasser – Der künstliche Fluss durch die Sahara. Dokumentarfilm, Deutschland, 2005, 50 Min., Buch und Regie: Jens Dücker, Produktion: arte, Erstsendung: 18. Januar 2006 bei arte, Film-Informationen und online-Video.